# Agrilus pubiventris
Agrilus pubiventris es una especie de insecto del género Agrilus, familia Buprestidae, orden Coleoptera.
Fue descrita científicamente por Kiewsenwetter, 1857.